# Velsen
Velsen – miasto i gmina w północno-zachodniej Holandii, w prowincji Holandia Północna, nad Kanałem Morza Północnego. Około 62 tys. mieszkańców.
Gmina Velsen składa się z następujących miast, wsi albo rejonów:
- na północ od Kanału Morza Północnego:
  - Velsen-Noord oraz część IJmuiden (Corus)
- na południe od Kanału Morza Północnego:
  - Velsen-Zuid, Driehuis, IJmuiden, Santpoort-Noord, Santpoort-Zuid i Velserbroek oraz część terenu rekreacyjnego Spaarnwoude

## Miasta partnerskie
- Galle, Sri Lanka